# Puigpunyent
Puigpunyent és una vila i municipi situat al vessant oriental de la serra de Tramuntana de Mallorca. Limita amb els termes d'Esporles, Calvià, Banyalbufar, Estellencs i Palma.
El municipi de Puigpunyent presenta diverses àrees i nuclis diferenciats, tant dins del seu nucli principal com en zones adjacents. Dins el centre històric i els seus voltants immediats, es troben espais amb denominació pròpia, com les Barreres, Na Beltrana, el Planet, Son Bru de Baix i la Vila. A més, el terme inclou nuclis de població tradicionals, com Galilea i Son Serralta, que han mantingut la seva identitat al llarg dels segles. En les darreres dècades, s'han desenvolupat nous nuclis residencials, com Son Net i Conques.

## Etimologia
L'etimologia tradicional de Puigpunyent sovint s'ha associat a la idea d'un "puig punyent" o "puig punxegut", però aquesta explicació es considerada poc fonamentada pel lingüista Joan Coromines. El poble no està situat en un puig, sinó en el fons d'una vall, i no té cap puig destacat a la vora. La possible relació amb el puig de Galatzó no és gens segura ja que aquest no és gaire pròxim a Puigpunyent i tampoc presenta una forma especialment punxeguda.
Els habitants de la serra de Tramuntana, en canvi, han conservat una forma diferent del nom, amb una pronunciació tradicional que es distancia de la versió popular. En pobles comEstellencs, es Capdellà, Banyalbufar i Esporles, així com dins el mateix terme de Puigpunyent, s'ha documentat la forma Perpunyent o Purpunént, sense cap referència a puig. Això indica que l'origen del nom no és el resultat d'una simple descripció geogràfica.
Els estudis toponímics i la documentació antiga reforcen aquesta hipòtesi. Ja al segle xiv, Binimelis recull el nom Perpunyent, i altres fonts històriques com la butlla del papa Innocenci IV (1248) o documents de 1295 i 1343 registren formes com Podio Pungente i Pungenti. El cardenal Antoni Despuig, també menciona la variant Perpunchent, coincidint amb el nom d'una  vall valenciana, cosa que reforça la idea d'una arrel comuna.
Des d'un punt de vista filològic, la transformació fonètica descarta que l'origen sigui Puigpunyent, ja que els canvis naturals de la llengua haurien derivat en una altra forma. En canvi, la presència de la forma Perpunyent en la parla popular, sense relació amb puig, suggereix que el nom prové de Propertianum o Propontianum, seguint un esquema toponímic similar a altres noms mallorquins d'origen mossàrab o romà.

## Població
| Entitat de població | Habitants (2024) |
| Puigpunyent         | 1.637            |
| Galilea             | 317              |
| Son Serralta        | 115              |
| Font: INE           |                  |

Històricament, Puigpunyent ha estat un dels municipis amb menys població de l'illa. Les diverses estimacions demogràfiques de l'època medieval indiquen que mai no va superar els 500 habitants, una xifra que sembla haver sobrepassat per primera vegada cap al 1573. El creixement poblacional del terme va ser especialment notable entre 1724 i la dècada de 1840, període en què va passar de 679 a 1.913 residents en poc més d'un segle. Tanmateix, a partir de la dècada de 1920, el segle xx es va caracteritzar per una forta davallada demogràfica, que va tocar fons durant la dècada de 1980 amb tan sols 1.030 habitants. Des d'aleshores, la població s'ha mantingut al voltant dels 1.100 censats fins a l'actualitat.
Tradicionalment, els habitants de Puigpunyent vivien dispersos en possessions i establits repartits pel terme. Els nuclis de població concentrada, com Puigpunyent i Galilea, no es configuraren fins ben entrada l'edat moderna.
El nucli urbà principal del municipi té una disposició allargada, probablement perquè el seu creixement es va veure condicionat per la carretera que el connecta amb Esporles i per la presència de quatre grans possessions que conflueixen a la zona: Son Bru, Son Fortesa, Son Nét i Son Puig. Aquest nucli es divideix en dos barris diferenciats: el sector septentrional, més antic i conegut com a Son Bru, i la Vila, situada al sud, al voltant de l’església. Cal destacar que aquesta darrera zona no va començar a desenvolupar-se fins gairebé el segle xix, ja que fins aleshores no s'havien construït edificis al voltant del temple.
Els llinatges més comuns de Puigpunyent són Martorell, Morei (Morey), Ramon, Ferrer, Morei (Morey), Ripoll i Frau.

## Geografia
El municipi de Puigpunyent s'estén per tres valls situades a la part occidental de la serra de Tramuntana. La vall de Puigpunyent, amb una disposició aproximadament est-oest, és travessada per sa Riera i acull el nucli principal de població. Al sud, es troben les valls de Galatzó i es Ratxo, des d'on s'origina el torrent de Galatzó. Cap a la Tramuntana, la capçalera del comellar de Superna i Son Noguera dona lloc al torrent d'Esporles.
El punt més elevat del municipi és el puig de Galatzó (1.027 m), un cim compartit amb Calvià i Estellencs. Altres elevacions destacades són els Puntals de Planícia (898 m), situats al límit amb Banyalbufar, i la mola de Na Ferrana o fita del Ram (833 m), al llindar amb Esporles. A l'extrem sud del terme, prop de Calvià, es troben la mola de Son Cotoner (559 m) i la mola de Na Bauçana (616 m). Altres cims rellevants inclouen el puig de sa Parra (765 m) i el de na Fàtima (477 m), que completen el relleu accidentat del municipi.
El principal curs fluvial de la zona és sa Riera, que recorre la vall central i divideix pràcticament el terme en dues meitats. La geologia del municipi, caracteritzada per una alternança de materials permeables i impermeables, afavoreix l'existència de nombroses fonts, tot i que generalment de cabal modest. Aquestes fonts han estat històricament fonamentals tant per al regadiu com per al funcionament de diversos molins d'aigua. Entre les més importants es troben les fonts de la Carassa, la Coma, l'Ermita, Son Fortesa, Hortalutx, Son Puig, es Ratxo i Son Vic.
Puigpunyent conserva una notable massa forestal, amb prop del 65% de la seva superfície coberta per boscos espontanis o subespontanis. En canvi, la superfície conreada s’ha reduït a poc més del 20%, una de les proporcions més baixes de l'illa. D'entre la seva riquesa biogeogràfica, destaca especialment la presència dels únics exemplars espontanis de roure de Mallorca, que es troben als peus del puig dels Roures, a la riba de sa Riera i als jardins de Son Fortesa. Aquests arbres pertanyen a l'espècie híbrida Quercus cerrioides.
Mentre que els boscos dominen els cims, les valls es caracteritzen per la presència de cursos d'aigua que, gràcies al seu cabal prolongat, han propiciat el desenvolupament de frondosos boscos de ribera. Seguint el curs de sa Riera, aquests boscos constitueixen un dels millors exemples d'aquesta formació vegetal a Mallorca. Entre les espècies més representatives hi destaquen l’om (Ulmus minor), el plataner (Platanus spp.), els pollancres (Populus spp.) i una gran profusió de fleixos (Fraxinus angustifolia).

## Història

### Prehistòria i antiguitat

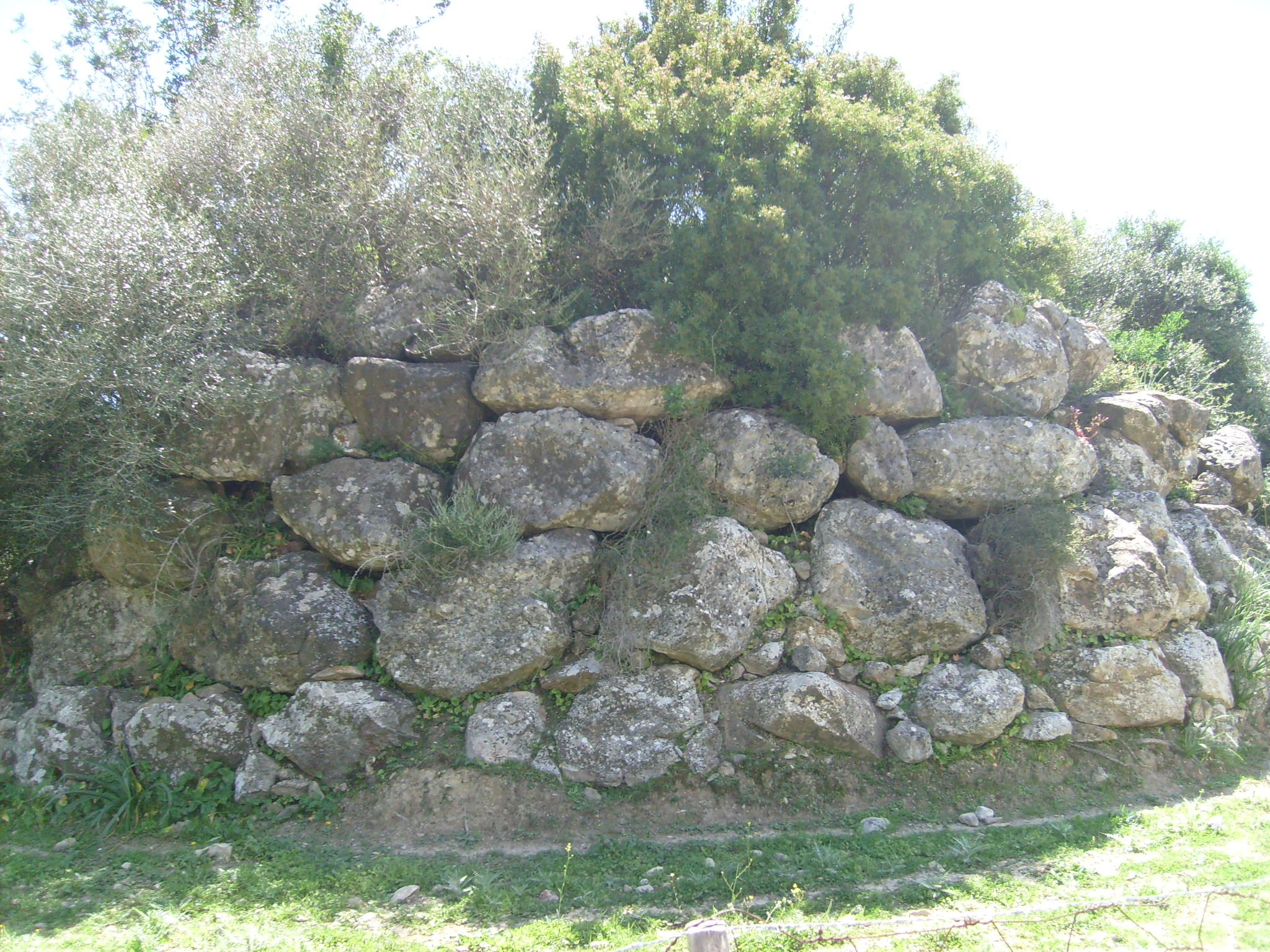
Talaiot de Son Puig.

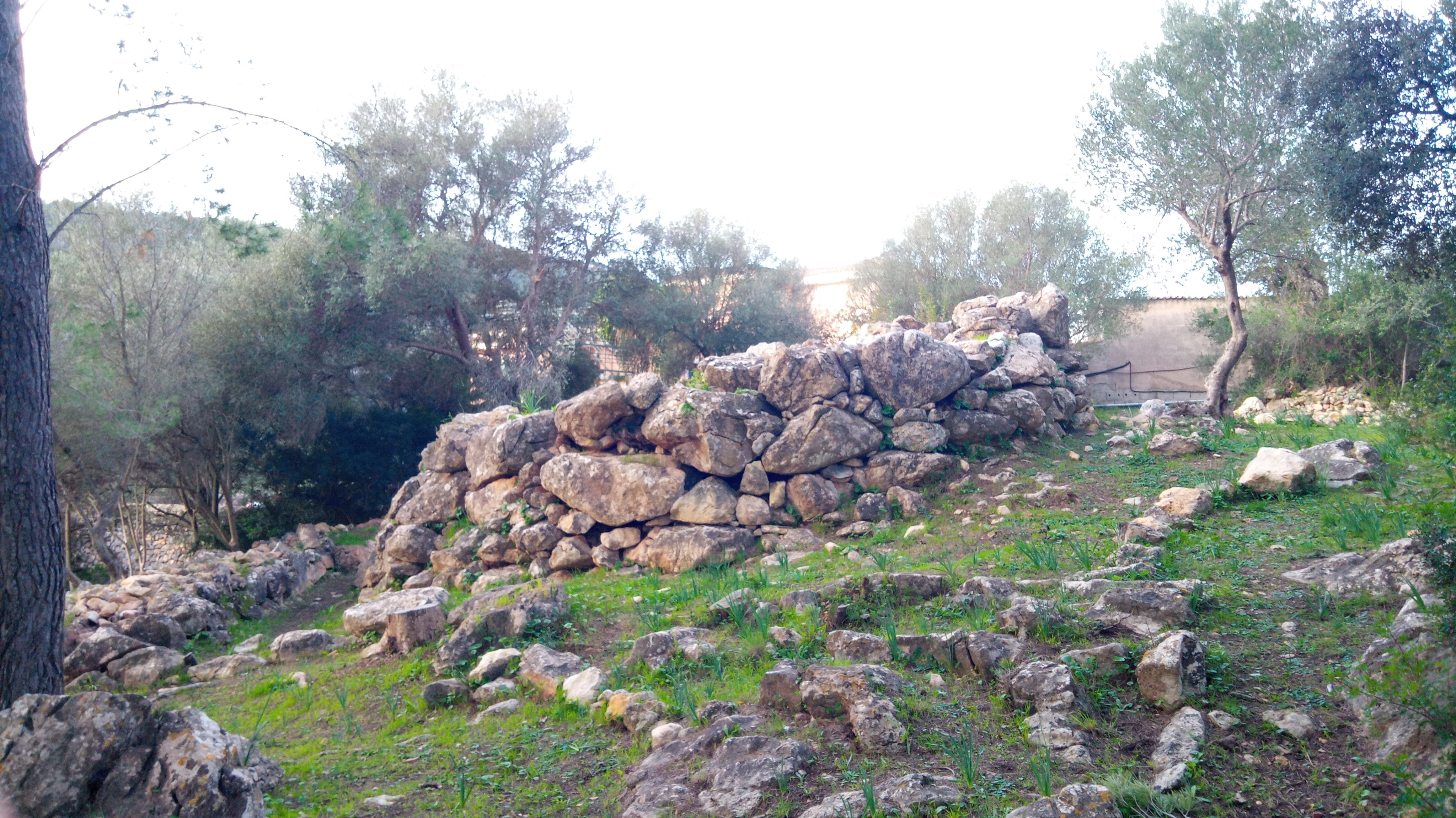
Talaiot del serral de les Abelles.

Els testimonis arqueològics indiquen que el territori de Puigpunyent fou habitat des de la prehistòria balear. S'hi han identificat més de 70 jaciments prehistòrics i antics, fet que converteix el municipi en un dels més rics en patrimoni arqueològic de l'illa. Els vestigis materials més antics es remunten cap al 2300-2200 aC, època en què es documenta l'arribada dels primers pobladors humans a Mallorca. S'han trobat restes de fauna extinta com el Myotragus balearicus, juntament amb restes humanes prehistòriques, evidència de la presència humana inicial al terme.
Durant la cultura naviforme, la població es consolidà a Puigpunyent amb l'ús del bronze i una arquitectura ciclòpia primitiva. S'han identificat diversos poblats de navetes, com el conjunt monumental de Cas Metge, el poblat del Pinar d’en Telm i altres assentaments a Galilea i Superna. Els enterraments es feien en coves sepulcrals, com la dels Robiols o la de la font d'en Vic.
En la cultura talaiòtica, l'augment demogràfic i la reorganització social donaren lloc a poblats fortificats amb talaiots, com el del serral de les Abelles, Son Serralta, Son Burguet i Son Puig. Els habitatges s'adossaven als talaiots i es disposaven al voltant de patis. Els enterraments col·lectius en coves continuaren, amb pràctiques com els enterraments en calç. Destaca la troballa d'una espasa cerimonial de bronze de fa 3.200 anys al talaiot del serral de les Abelles.

### Època islàmica i conquesta cristiana
Durant els segles de dominació musulmana de Mallorca, Puigpunyent formà part del juz d'Ahwaz al-Madina. En aquest període, el territori destacà pel seu llegat hidràulic: els conqueridors àrabs introduïren sofisticats sistemes de reg que van transformar el paisatge agrari de la vall. La major part de les grans possessions rurals actuals tenen origen en antigues alqueries islàmiques. Per exemple, hi ha documentades alqueries denominades Albussani (després Son Cortei), Biniorraq (Son Nadal de Superna), Arratxa (es Ratxó), Tabûger (Son Roca) o Benijafar (Son Balaguer del Racó), entre d'altres.
Cadascuna d'aquestes alqueries disposava de terres de cultiu irrigades, sovint amb xarxes de síquies, molins d'aigua i safareigs, especialment a les valls de sa Riera i de Superna. El sistema hidràulic de Superna aprofitava rescloses al torrent i fonts de mina per moure molins i regar les planes fèrtils de l’alqueria de Biniarxac (avui Son Vic). A més d'aquestes grans obres, resten nombrosos qanats i mines d'aigua escampades pel terme (com les fonts d'Hortalutx, de sa Coma, del Molí Paperer o el pou de Conques) que alimentaven horts i feixes de reguiu.
Després de la conquesta de Mallorca per Jaume I (1229), les terres de Puigpunyent foren repartides entre els conqueridors. Segons el Llibre del Repartiment (1232), el bisbe de Barcelona Berenguer de Palou rebé en feu el territori que correspon a l'actual terme de Puigpunyent. En aquells anys immediats es fundà la parròquia de Santa Maria de Puigpunyent (esmentada ja el 1236), tot i que l'església parroquial no es va concloure fins al segle xiv.

### Edat mitjana i moderna

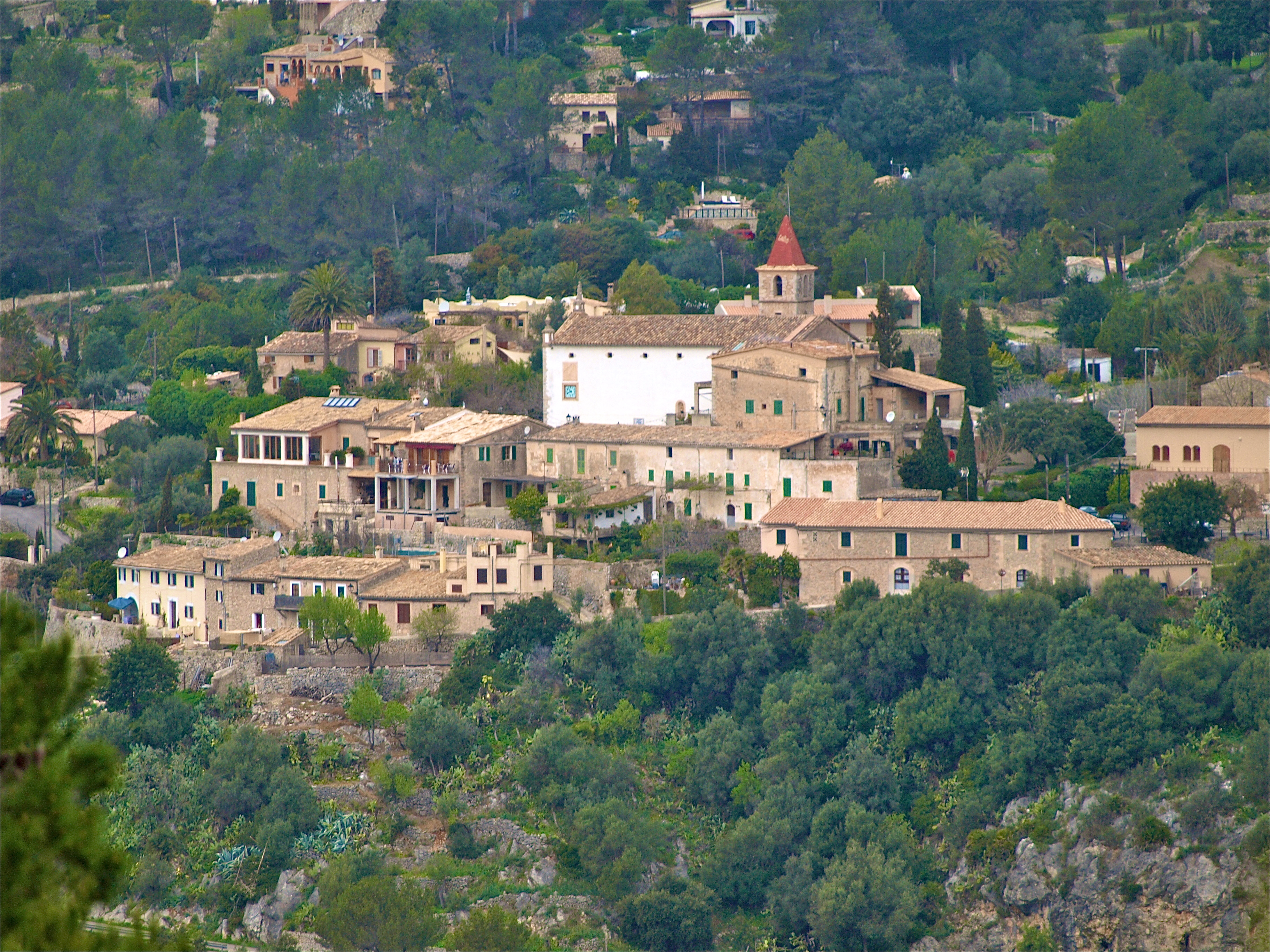
Galilea.

Al segle xiv, la població de Puigpunyent era molt reduïda: les crisis demogràfiques (fam, pestes) varen afectar fortament la contrada. Entre 1346 i 1350, arran de l'epidèmia de pesta negra de 1348, el terme passà a tenir només uns 145 habitants. A la darreria del segle, Puigpunyent figurava entre les viles menys poblades de Mallorca. En aquesta època, va néixer el nucli de Galilea arran d'una divisió entre la mateixa família Cortei, propietària de Son Cortei i del Rafal la Morera. Un segle més tard es començaran a establir peces de terres al voltant de l'església parroquial de Puigpunyent, el que originarà el barri de la Vila, format aleshores per unes poques cases.
El segle xviii va portar un creixement demogràfic notable. La població de Puigpunyent passà de 679 habitants el 1724 a 1.913 el 1840, gairebé triplicant-se en poc més d'un segle. Aquest augment de població obligà a cercar nous habitatges: a mitjan segle la possessió de Son Bru fou parcel·lada parcialment per tal de crear-hi un nou veïnat per als colons. Així sorgí el barri de Son Bru, al sector nord del poble, complementant el barri de la Vila. Malgrat aquests nuclis, una bona part de la població seguia vivint disseminada a les possessions i rafals del terme. Cal notar que en aquesta època moderna, Puigpunyent encara formava part administrativament de la baronia d'Andratx, i compartí evolució històrica amb altres pobles de la contrada. Durant el segle xix, probablement cap a 1812-1836 (en el context de les reformes liberals), es va segregar del terme de Puigpunyent el petit nucli costaner d'Estellencs, que es constituí en municipi independent.

### Època contemporània
Des d'un punt de vista social i polític, la vida local contemporània va estar dominada durant molt de temps per les famílies terratinents tradicionals. L'aristocràcia rural dels senyors de Son Net i Son Fortesa (famílies Nét, Fortesa, Despuig i Cotoner) controlà l'Ajuntament i la política municipal almenys fins a la dècada de 1920, exercint un poder oligàrquic propi de la Mallorca tradicional.
Durant la Segona República Espanyola es dugueren a terme reformes importants a Puigpunyent: es completaren dues grans parcel·lacions agràries (les de Son Net i de la possessió de Conques) que canviaren la fesomia del camp, facilitant l’accés a la propietat de la terra per part de petits pagesos. Igualment, es modernitzà el poble amb la instal·lació de la xarxa d'electricitat municipal, l'obertura de nous carrers i la millora de l'escolarització pública. L'esclat de la Guerra Civil (1936) tingué un impacte tràgic: s'hi constituí una secció local de Falange l'abril de 1936, i després del cop militar de juliol es desencadenà una forta repressió a la zona.
Després de la dictadura franquista, amb la restauració de la democràcia, Puigpunyent ha estat governat durant diverses legislatures per agrupacions independents d'àmbit local – l’Agrupació Independent de Puigpunyent fou la candidatura més votada fins al 1999. En les darreres dècades, l'economia municipal ha fet la transició des d'un model agrari tradicional cap a un model basat en els serveis, el turisme rural i la segona residència. El 2011, la serra de Tramuntana (incloent-hi Puigpunyent) fou declarada Patrimoni Mundial per la UNESCO en la categoria de paisatge cultural, reconeixement que ha reforçat la preservació del llegat històric i natural d'aquest municipi.

## Economia
Tradicionalment, l'economia de Puigpunyent s'ha basat en l’explotació dels recursos agrícoles i forestals del seu entorn. Fins al segle xx, la major part de la població activa es dedicava a l'agricultura de secà –conreu de cereals, vinya, garroves, ametlles, olives– complementada amb la ramaderia extensiva i l'aprofitament forestal (fusta, carbó vegetal, calç).
A partir de la segona meitat del segle xx, l'economia rural tradicional entrà en declivi. Moltes terres de conreu foren abandonades o reconvertides a ús forestal. En l'actualitat, només una petita part de la superfície es manté conreada i l'agricultura ja no és l'activitat principal per a la majoria de residents. No obstant, hi ha hagut iniciatives de diversificació agrària centrades en productes de qualitat: per exemple, el celler Son Vich de Superna ha recuperat la tradició vinícola de la vall. Aquest renaixement de l'agroalimentació local es veu potenciat per esdeveniments com la Fira Ecològica, on es dona sortida als productes de la terra.
En el sector industrial, Puigpunyent no ha desenvolupat grans fàbriques ni polígons, degut al seu caràcter rural. Històricament només hi hagué petites indústries artesanals: molins fariners, un molí de paper al segle xviii a Son Nét, i tallers de fusteria i ferreria per cobrir necessitats locals.
El turisme rural i residencial s'ha convertit en un pilar de l'economia puigpunyentina des dels anys 1990. El municipi ha atret l'establiment de diversos agroturismes i hotels rurals, sovint ubicats a antigues possessions restaurades. El cas més emblemàtic és el Gran Hotel Son Net. Altres finques com Son Pont, Son Serralta o Son Burguet també ofereixen allotjament rural o celebració d'esdeveniments. A dia d'avui, el sector serveis és majoritari.

## Patrimoni

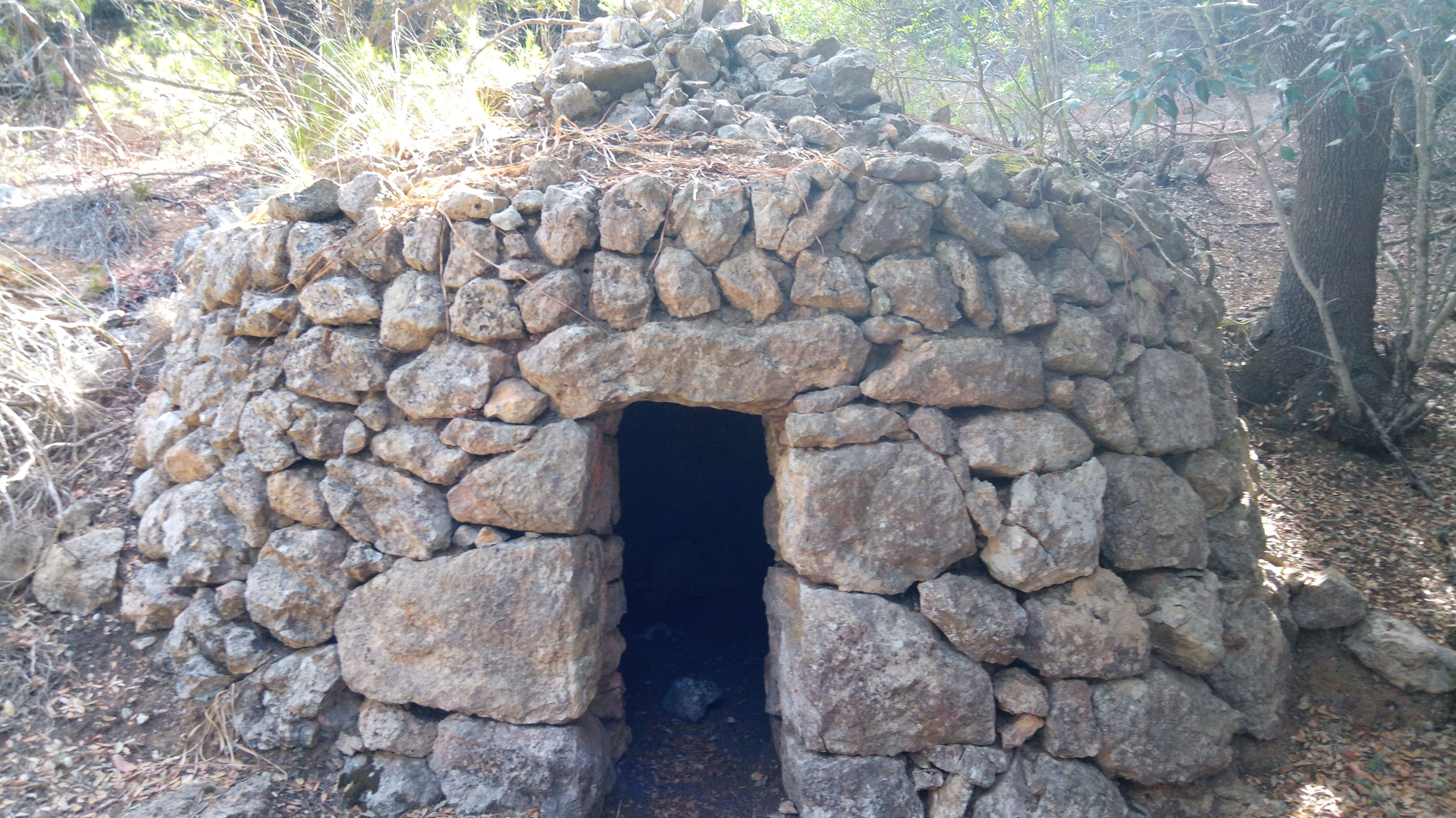
Barraca de carboner al camí a na Bauçana
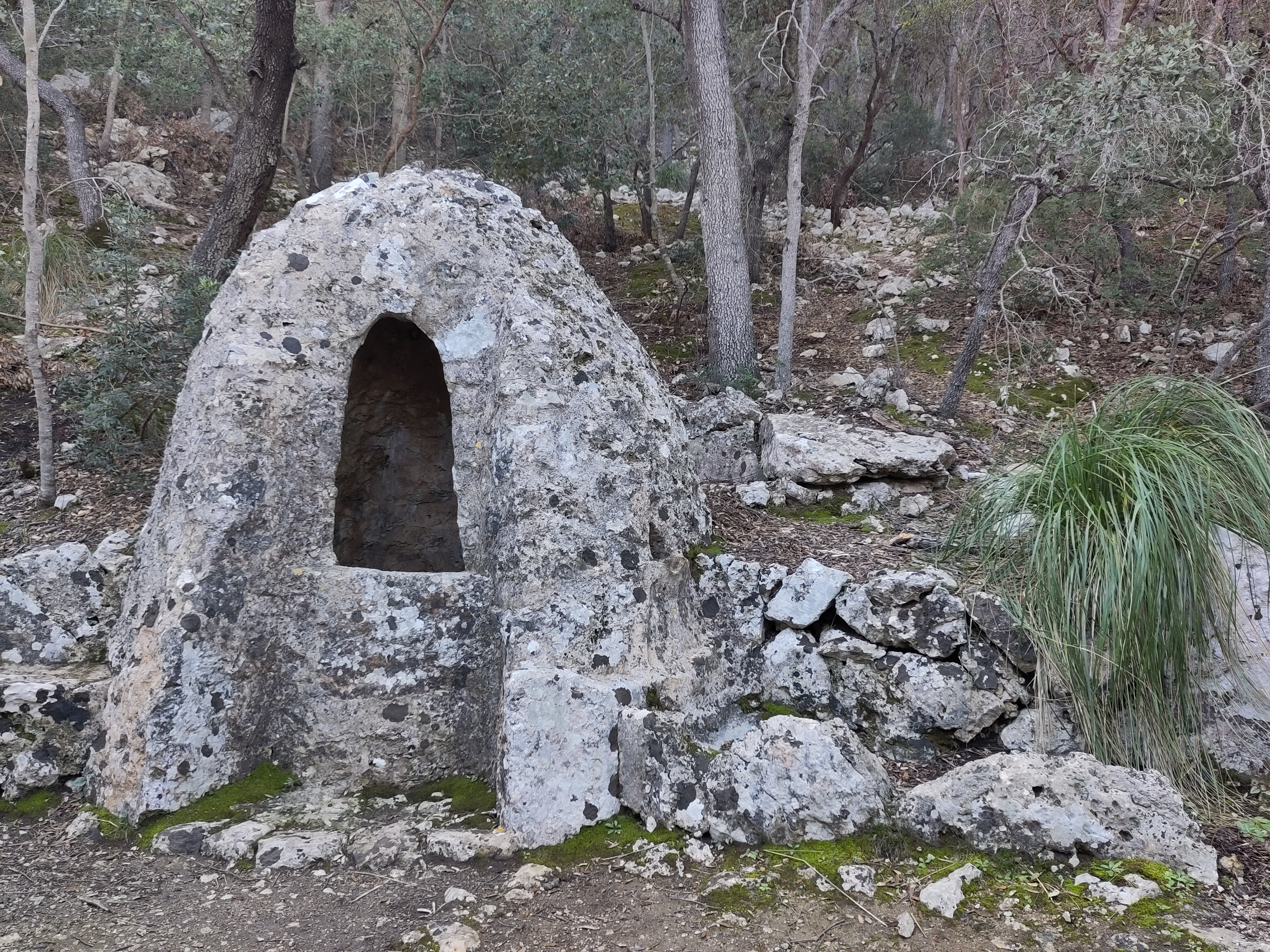
El pou del Bosc de Conques
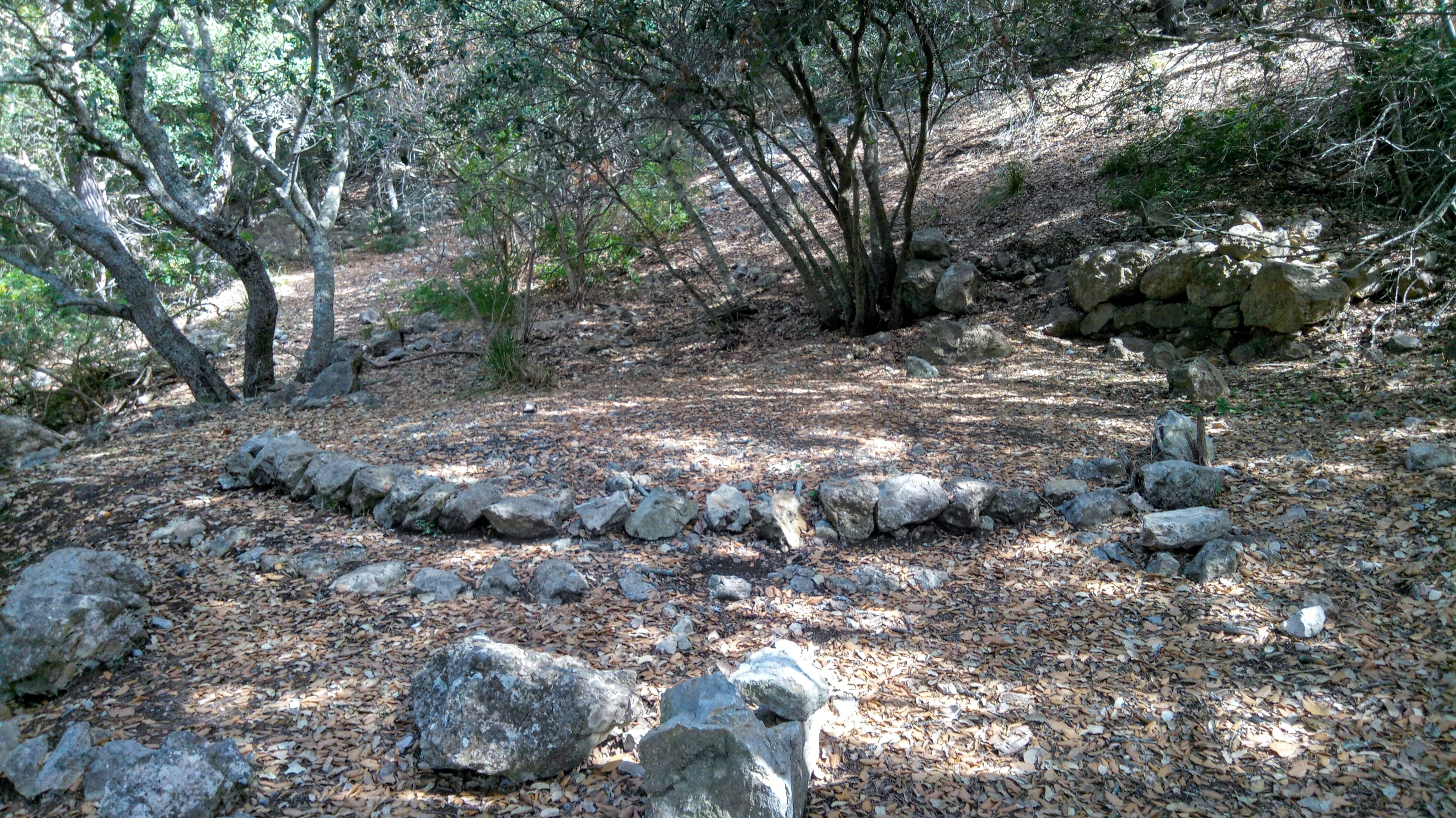
Sitja de Puigpunyent
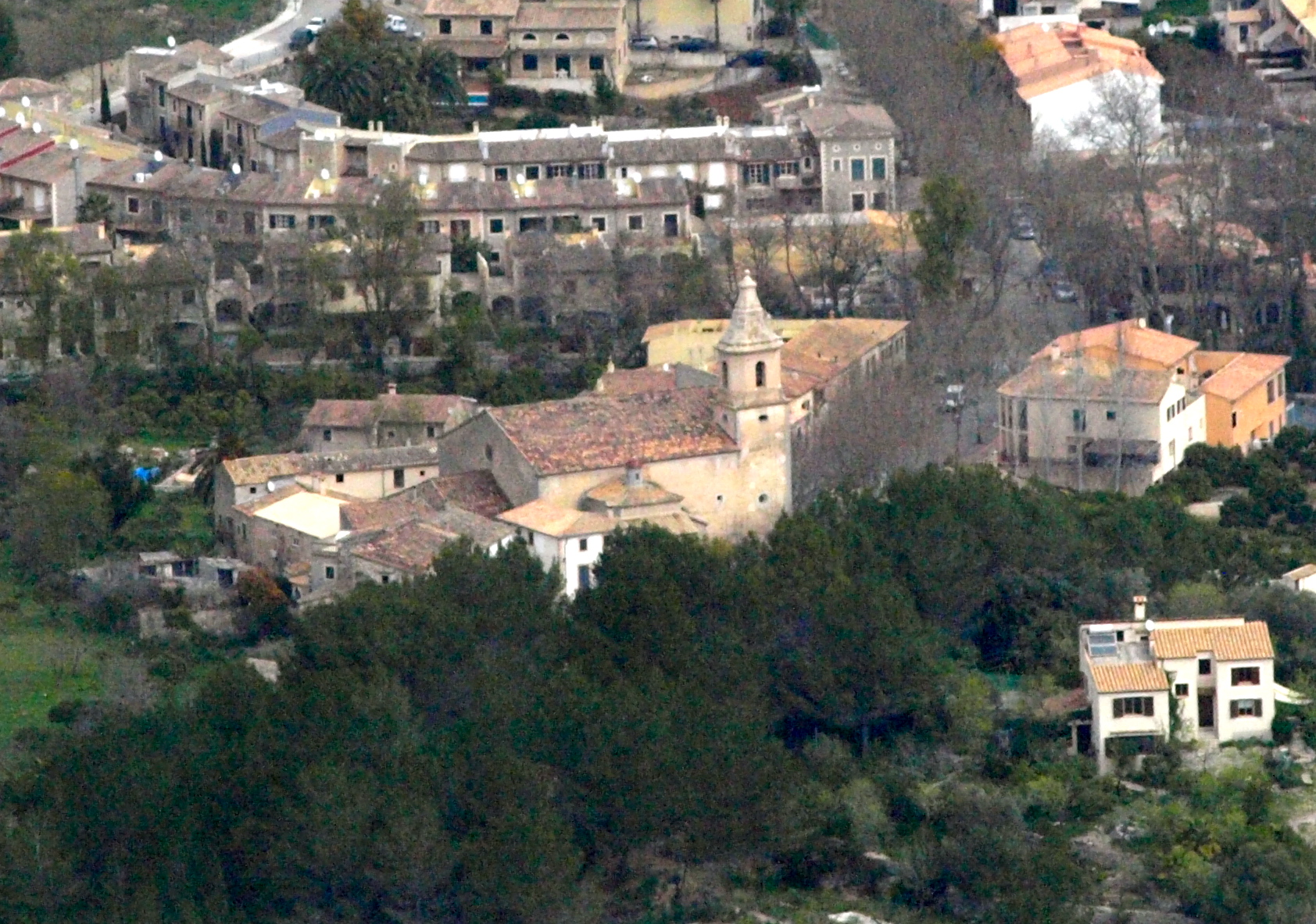
Església de Puigpunyent desde na Bauçana
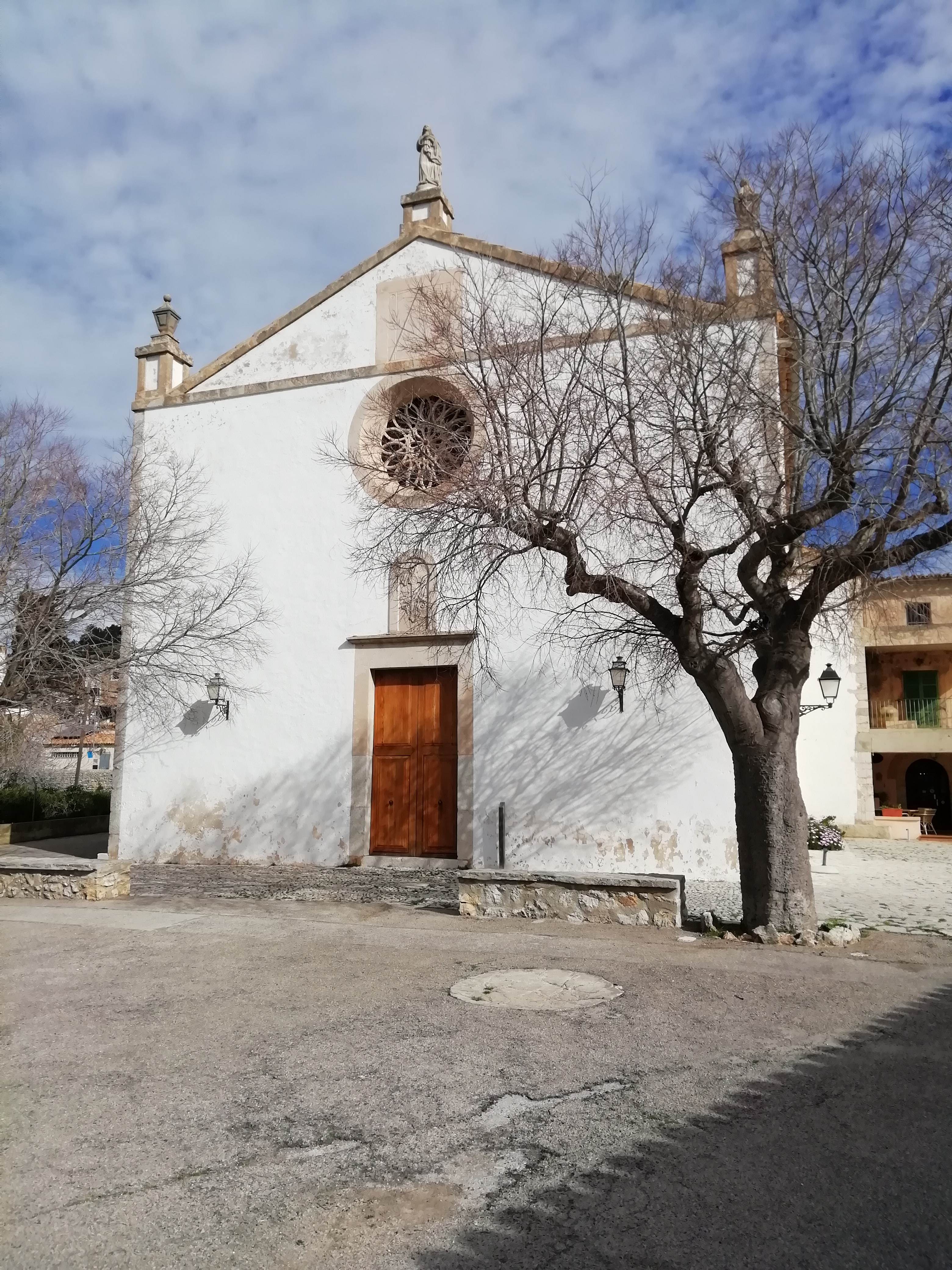
Església de Galilea

### Patrimoni arquitectònic i etnològic
De l'època prehistòrica cal destacar diversos monuments megalítics de la cultura talaiòtica. A la finca de Son Puig es troba la casa des Gegant, el talaiot més monumental del municipi, i a prop, al puig de sa Moneda, hi ha restes d'un túmul funerari prehistòric. Igualment, al proper nucli de Son Serralta es conserva el talaiot del Serral de les Abelles. Aquests jaciments arqueològics estan senyalitzats i formen part de la ruta local de patrimoni.
Entre l'arquitectura religiosa, sobresurt l'església parroquial de l'Assumpció de la Mare de Déu (situada al poble de Puigpunyent). Es tracta d'un temple d'origen medieval però reedificat al segle xviii, d'estil barroc. A Galilea, la petita església de la Immaculada Concepció (beneïda el 1810) destaca com a centre del llogaret; és un temple d'estil neoclàssic promogut per l'almirall Antoni Barceló i Pont de la Terra, des del qual es gaudeix de vistes panoràmiques del paisatge. Altres elements d'arquitectura tradicional inclouen els antics molins de vent hariners: a Galilea se'n conserven dos, situats al puig de la Mola.
Puigpunyent és un terme farcit d'antigues possessions o finques rurals amb gran valor arquitectònic i etnològic. Moltes d’aquestes finques presenten els típics conjunts de marjades de pedra en sec destinades al cultiu en pendent; destaquen especialment les terrasses que envolten les cases de Son Fortesa i Son Net, i les de la vall de la Coma, per la seva extensió i bona conservació. En el medi forestal també s'han preservat nombrosos elements etnològics lligats a l'explotació tradicional de recursos tals com els aljubs de muntanya per recollir l'aigua, forns de calç i de guix (per produir materials de construcció) o les sitges i barraques de carboner per a la producció de carbó vegetal.
Entre el patrimoni arquitectònic civil destaquen les pròpies cases senyorials de les possessions, algunes reconvertides actualment en establiments hotelers o museístics. La possessió de Son Nét, originària del segle xvii, és un gran casal rural d'estil mallorquí que avui alberga un hotel de luxe, conservant elements històrics com una tafona i cellers abovedats. Altres finques notables són Son Pont (prop del coll de Sa Campana), Son Fortesa, Son Serralta, Son Puig o Son Burguet, totes elles antigues propietats nobiliàries amb cases senyorials. Algunes han estat condicionades com a allotjaments de turisme rural (per exemple Son Pont i Son Burguet) o per a activitats enoturístiques, com el celler de Bodegas Son Puig. A més, al nucli de Galilea es conserven exemples d'arquitectura tradicional com cases amb teules pintades o façanes esgrafiades del segle xix, un pou públic antic (pou des Rafal) i fins i tot una petita casa de neu a la part alta del poble.

### Patrimoni natural
Un dels elements naturals més singulars de Puigpunyent és l'alzina des Molí Nou, un majestuós exemplar d'alzina centenària situat a la possessió de Son Net. Per les seves enormes dimensions ha estat declarada arbre singular i és possiblement una de les alzines més velles de la comarca. Al seu voltant han sorgit llegendes i se li atribueix un cert valor místic, sent lloc de reunió i visites al seu voltant. També són remarcables dos lledoners monumentals a la finca de sa Campaneta, que amb la seva grandària presideixen l'entrada de la possessió. A nivell de patrimoni natural, cal esmentar que bona part del terme de Puigpunyent s'inclou en la declaració del 2011 de la serra de Tramuntana com a Paisatge Cultural Patrimoni Mundial per la UNESCO.

### Patrimoni immaterial
El patrimoni immaterial de Puigpunyent es manifesta a través de les llegendes i rondalles tradicionals. Aquestes històries reflecteixen l'imaginari col·lectiu del municipi i sovint estan vinculades a indrets emblemàtics com muntanyes, possessions i camins antics.
Entre les rondalles més destacades, hi trobam Es tresor del Puig de na Fàtima, que narra la llegenda d'un tresor amagat en aquesta muntanya, custodiat per una presència misteriosa que intenta comunicar-se amb tres generacions de dones. Aquesta llegenda es relaciona amb la figura de Fàtima, una princesa musulmana que, segons la tradició, hauria restat encantada en un penyal de Puigpunyent.
Una altra rondalla destacada és Sa por de Son Fortesa, que relata esdeveniments inexplicables ocorreguts en aquesta possessió històrica, associats a fenòmens sobrenaturals i esperits. A més, Puigpunyent compta amb altres relats populars, com S'hortelà de Son Nét, Sa muleta de plata o Es gall de foc de Son Bru, que recullen elements màgics i fantàstics ambientats en l'entorn rural i muntanyós del municipi.
Aquest conjunt de narracions forma part de la tradició oral mallorquina i ha estat documentat en recopilacions com l'Aplec de Rondaies Mallorquines d’en Jordi des Racó (Antoni Maria Alcover).

## Cultura, tradicions i festivitats
El calendari anual s'articula al voltant de diverses festes populars: la més important són les Festes de la Mare de Déu d'Agost, celebrades al voltant del 15 d'agost al poble de Puigpunyent, amb un programa d'actes que inclou tant tradicions antigues com propostes noves. El llogaret de Galilea celebra les seves festes pròpies a principis de setembre, al voltant del dia 8 (festa de la Nativitat de la Mare de Déu).
Des de l'any 2000 s'organitza al municipi un Festival de Música de Puigpunyent a finals de l'estiu, generalment entre agost i setembre. Aquest festival té per objectiu promoure la música i apropar-la al poble, combinant concerts de música clàssica i contemporània en escenaris com l'església o llocs a l'aire lliure. Sovint es convida joves intèrprets a tocar al costat de músics consolidats.
Una altra cita destacada és la Fira Ecològica, Pagesa i Artesana, que té lloc habitualment a la tardor. És una fira organitzada des de 2006 per l'associació local Vallpuig amb suport de l'Ajuntament. A la fira s'exposen productes de l'agricultura ecològica local i artesania tradicional.
En l'àmbit cultural, Puigpunyent disposa d'equipaments com la Casa de Cultura municipal, on se celebren exposicions, xerrades i activitats formatives. La Casa de Cultura està equipada amb instal·lació fotovoltaica pròpia. També hi ha una biblioteca municipal (situada a la mateixa Casa de Cultura), que acull presentacions de llibres i serveix de centre cultural. A més, al terme hi ha la Reserva Puig de Galatzó, un parc temàtic natural amb itineraris de senderisme, zones de berenada i circuits d'aventura integrats al bosc.

## Personatges històrics i rellevants
- Antoni Despuig i Dameto (1745–1813) – Cardenal mallorquí i arquebisbe de València i Sevilla, membre de la família Despuig. Va ser propietari de la possessió de Son Puig  a finals del segle xviii i inicis del xix. Conegut pel seu mecenatge cultural, creà la seva col·lecció d'escultura clàssica a la finca de Raixa.[20]
- Bartomeu Català Barceló (1941–2022) – Sacerdot mallorquí que fou rector de Puigpunyent durant més de 25 anys (fins a 2018). És especialment reconegut a tota Mallorca per la seva tasca solidària com a fundador i president de Projecte Home, entitat dedicada a la rehabilitació de persones amb addiccions.
- Ramon Burgues Safortesa i Pacs Fuster, comte de Santa Maria de Formiguera (1627–1694) – Aristòcrata mallorquí del segle xvii, més conegut pel sobrenom  de "Comte Mal". Fou senyor de les finques de Galatzó (avui a Calvià) i de Son Pont (a Puigpunyent). La seva vida es va envoltar de fama de crueltat i abusos, fins al punt que la llegenda el fa protagonista d'un càstig etern.
- Joan Despuig i Martínez de Marcilla (1561–1623) – Comte de Montenegro, membre de la mateixa nissaga Despuig. Va ser propietari de Son Puig abans del cardenal Despuig, i representant de l'aristocràcia que dominava Puigpunyent en època moderna.
- Antoni Barceló i Pont de la Terra (1717-1797) – Almirall, marí i corsari mallorquí, una figura naval del segle xviii. Nascut a Palma, va tenir relació amb Puigpunyent ja que va ser propietari de terres a Galilea. Gràcies al seu mecenatge es construí l'església de la Immaculada Concepció de Galilea, inaugurada el 1810.
- Tomàs Vibot Railakari (1973) – escriptor, filòleg i investigador mallorquí. Tot i no ser fill de Puigpunyent, ha desenvolupat una intensa tasca d'estudi i divulgació del patrimoni del municipi. És coautor del llibre Son Nét (2004), una monografia sobre la història d'aquesta possessió. També ha publicat Superna, una vall a través de la història i la toponímia (2001) i nombrosos articles sobre el patrimoni de Puigpunyent.

## Organització política
| Eleccions municipals de 28 de maig de 2023 - Puigpunyent                                        |                                                          |                                     |                                     |       |          |          |
| Candidatura                                                                                     | Candidatura                                              | Candidatura                         | Cap de llista                       | Vots  | Vots     | Regidors |
|                                                                                                 | Partit Socialista de les Illes Balears                   |                                     | Antoni Marí Ensenyat                | 661   | 52,82%   | 8        |
|                                                                                                 | Independents de Puigpunyent i Galilea - MÉS per Mallorca |                                     | Immaculada Riera Mates              | 219   | 19,82%   | 2        |
|                                                                                                 | Partit Popular de les Illes Balears                      |                                     | Margarita Martorell Ripoll          | 134   | 12,13%   | 1        |
|                                                                                                 | Agrupació d'Electors Vent de Galilea                     |                                     | Lluís Bonet Vicens                  | 76    | 6,88%    | 0        |
|                                                                                                 | Vots en blanc                                            |                                     |                                     | 15    | 1,36%    |          |
| Total vots vàlids i regidors                                                                    | Total vots vàlids i regidors                             | Total vots vàlids i regidors        | Total vots vàlids i regidors        | 1105  | 100 %    | 11       |
|                                                                                                 | Vots nuls                                                | Vots nuls                           | Vots nuls                           | 15    | 1,34%    |          |
| Participació (vots vàlids més nuls)                                                             | Participació (vots vàlids més nuls)                      | Participació (vots vàlids més nuls) | Participació (vots vàlids més nuls) | 1120  | 74,62%** |          |
| Abstenció                                                                                       | Abstenció                                                | Abstenció                           | Abstenció                           | 381*  | 25,38%** |          |
| Total cens electoral                                                                            | Total cens electoral                                     | Total cens electoral                | Total cens electoral                | 1501* | 100 %**  |          |
| Batle: Antoni Marí Ensenyat Per majoria absoluta dels vots dels regidors                        |                                                          |                                     |                                     |       |          |          |
| Fonts: Infoelectoral (* No són vots sinó electors. ** Percentatge respecte del cens electoral.) |                                                          |                                     |                                     |       |          |          |